# 科永庫拉河

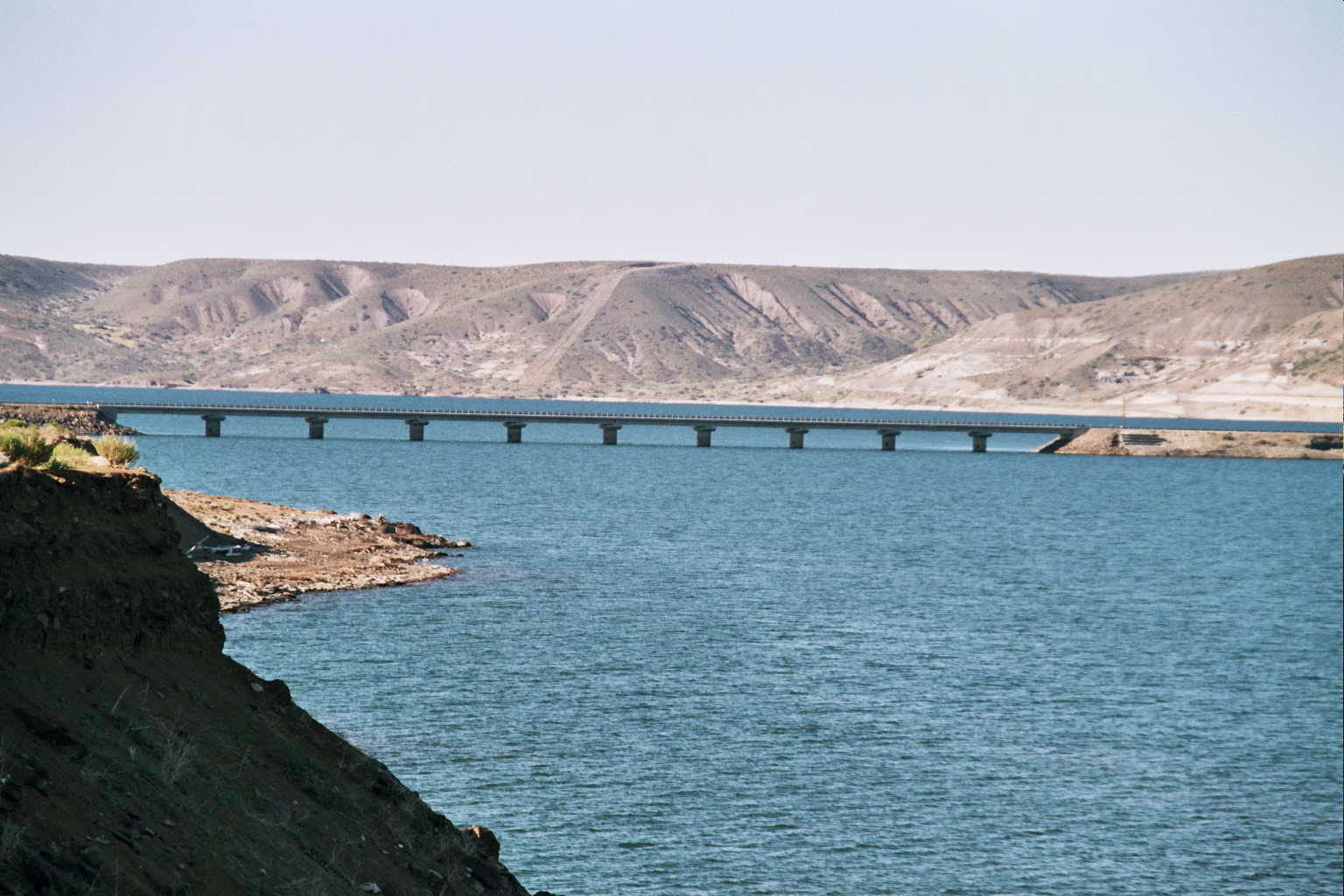
科永庫拉河

科永庫拉河（西班牙語：Río Collón Curá）是阿根廷的河流，位於該國西南部內烏肯省，河道全長70公里，屬於內格羅河的流域，是利邁河的支流，是觀鳥和飛釣的熱門地點。

## 外部連結
- GEOnet Names Server （页面存档备份，存于）

39°57′48″S 71°04′32″W / 39.96333°S 71.07556°W